# Reinhard von Sayn
Reinhard von Sayn (* vor 1378; † 24. August 1390) war von 1385 bis 1390 Bischof von Kulm.

## Leben
Reinhard entstammte dem Grafengeschlecht Sayn. Er war der älteste Sohn des Grafen Johannes III. von Sayn, der 1403 starb. Reinhard ist erstmals für das Jahr 1378 als Kleriker belegt. Nach der Resignation des Kulmer Bischofs Wikbold Dobilstein 1385 ernannte Papst Urban VI. Reinhard von Sayn zu dessen Nachfolger. Obwohl er bereits im Mai 1385 nach Kulm kam, erfolgte die Bischofsweihe erst am 21. Oktober 1389. Während Reinhards Amtszeit beabsichtigte der Hochmeister Konrad Zöllner von Rotenstein, in Kulm eine Universität zu gründen, konnte den Plan aber nicht realisieren. Bischof Reinhard starb vielleicht in Rom. Es ist nicht bekannt, wo sein Leichnam bestattet wurde. 